# Envermeu
Envermeu és un municipi francès situat al departament del Sena Marítim i a la regió de Normandia. L'any 2007 tenia 2.099 habitants.

## Demografia

### Població
El 2007 la població de fet d'Envermeu era de 2.099 persones. Hi havia 814 famílies de les quals 185 eren unipersonals (69 homes vivint sols i 116 dones vivint soles), 270 parelles sense fills, 306 parelles amb fills i 53 famílies monoparentals amb fills.
La població ha evolucionat segons el següent gràfic:
Habitants censats

### Habitatges
El 2007 hi havia 891 habitatges, 825 eren l'habitatge principal de la família, 29 eren segones residències i 38 estaven desocupats. 773 eren cases i 112 eren apartaments. Dels 825 habitatges principals, 480 estaven ocupats pels seus propietaris, 329 estaven llogats i ocupats pels llogaters i 16 estaven cedits a títol gratuït; 10 tenien una cambra, 52 en tenien dues, 144 en tenien tres, 218 en tenien quatre i 402 en tenien cinc o més. 629 habitatges disposaven pel capbaix d'una plaça de pàrquing. A 389 habitatges hi havia un automòbil i a 342 n'hi havia dos o més.

### Piràmide de població
La piràmide de població per edats i sexe el 2009 era:
| Homes | Edats   | Dones |
| ----- | ------- | ----- |
| 0     | 95 o +  | 4     |
| 4     | 90 a 94 | 4     |
| 16    | 85 a 89 | 24    |
| 16    | 80 a 84 | 12    |
| 20    | 75 a 79 | 32    |
| 36    | 70 a 74 | 64    |
| 32    | 65 a 69 | 40    |
| 32    | 60 a 64 | 32    |
| 32    | 55 a 59 | 32    |
| 76    | 50 a 54 | 72    |
| 92    | 45 a 49 | 72    |
| 76    | 40 a 44 | 96    |
| 88    | 35 a 39 | 76    |
| 84    | 30 a 34 | 88    |
| 60    | 25 a 29 | 52    |
| 44    | 20 a 24 | 28    |
| 92    | 15 a 19 | 68    |
| 80    | 10 a 14 | 92    |
| 88    | 5 a 9   | 68    |
| 40    | 0 a 4   | 60    |

## Economia
El 2007 la població en edat de treballar era de 1.391 persones, 1.025 eren actives i 366 eren inactives. De les 1.025 persones actives 910 estaven ocupades (511 homes i 399 dones) i 114 estaven aturades (44 homes i 70 dones). De les 366 persones inactives 108 estaven jubilades, 150 estaven estudiant i 108 estaven classificades com a «altres inactius».

### Ingressos
El 2009 a Envermeu hi havia 816 unitats fiscals que integraven 2.047 persones, la mediana anual d'ingressos fiscals per persona era de 17.381 €.

### Activitats econòmiques
Dels 93 establiments que hi havia el 2007, 2 eren d'empreses extractives, 4 d'empreses alimentàries, 7 d'empreses de fabricació d'altres productes industrials, 8 d'empreses de construcció, 19 d'empreses de comerç i reparació d'automòbils, 4 d'empreses de transport, 6 d'empreses d'hostatgeria i restauració, 6 d'empreses financeres, 3 d'empreses immobiliàries, 15 d'empreses de serveis, 11 d'entitats de l'administració pública i 8 d'empreses classificades com a «altres activitats de serveis».
Dels 30 establiments de servei als particulars que hi havia el 2009, 1 era una oficina d'administració d'Hisenda pública, 1 gendarmeria, 1 oficina de correu, 3 oficines bancàries, 2 funeràries, 1 taller d'inspecció tècnica de vehicles, 1 autoescola, 2 paletes, 2 fusteries, 1 lampisteria, 2 electricistes, 4 perruqueries, 5 veterinaris, 2 restaurants, 1 agència immobiliària i 1 saló de bellesa.
Dels 16 establiments comercials que hi havia el 2009, 1 era un hipermercat, 2 botiges de menys de 120 m², 2 fleques, 4 carnisseries, 1 una peixateria, 2 botigues de roba, 1 una botiga de roba, 1 una perfumeria i 2 floristeries.
L'any 2000 a Envermeu hi havia 18 explotacions agrícoles que ocupaven un total de 1.404 hectàrees.

## Equipaments sanitaris i escolars
El 2009 hi havia 1 farmàcia i 1 ambulància.
El 2009 hi havia una escola elemental.

## Poblacions més properes
El següent diagrama mostra les poblacions més properes.